# Sommer-Paralympics 1960/Teilnehmer (Deutschland)
| stlisierte Goldmedaille | stlisierte Silbermedaille | stlisierte Bronzemedaille |
| ----------------------- | ------------------------- | ------------------------- |
| 15                      | 6                         | 9                         |

An den Sommer-Paralympics 1960 im italienischen Rom nahm eine gesamtdeutsche Mannschaft mit neun Athleten (sieben Männer und zwei Frauen) teil.

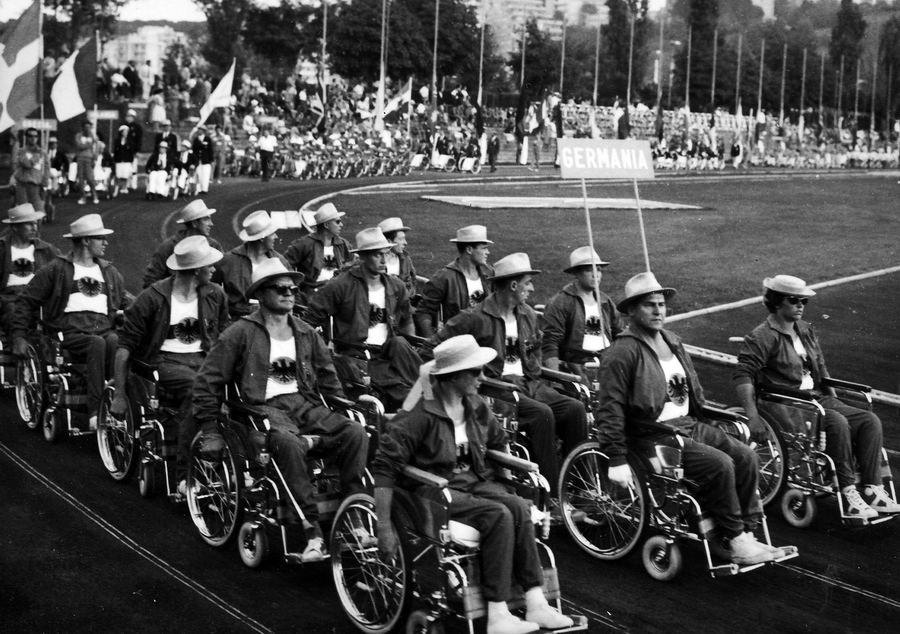
Deutschland im Rom 1960

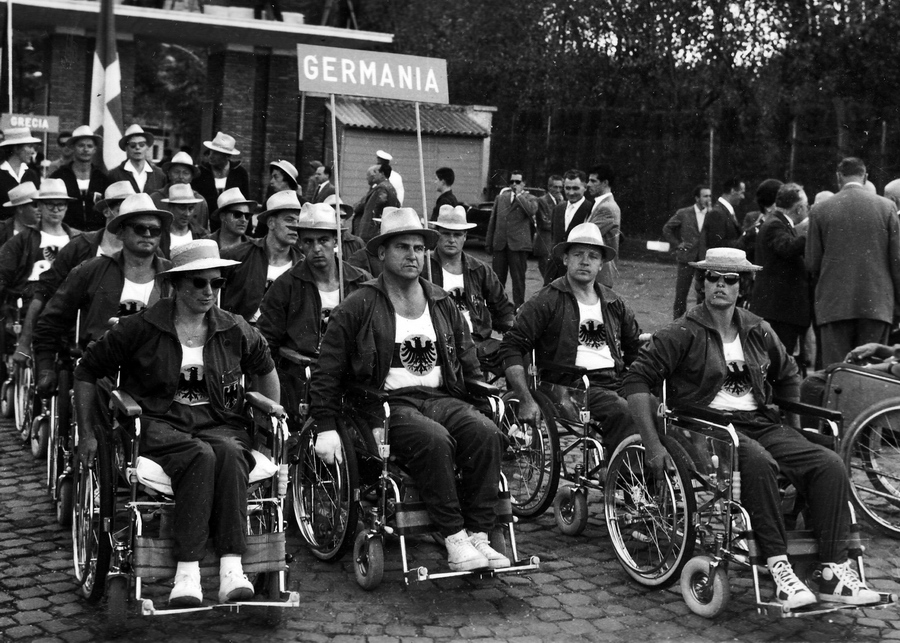
Deutschland im Rom 1960

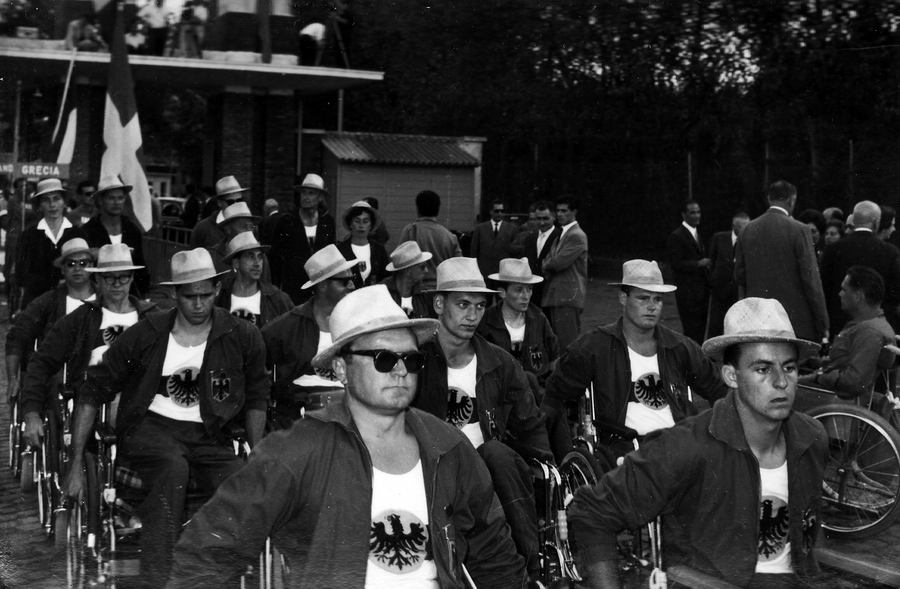
Deutschland im Rom 1960

## Teilnehmer nach Sportarten

### Bogenschießen
| Athleten       | Wettbewerb              | Rang   |
| -------------- | ----------------------- | ------ |
| Frauen         |                         |        |
| Christa Zander | St. Nicholas Round Open | Bronze |

### Dartchery
Keine deutschen Teilnehmer.

### Leichtathletik
| Athleten           | Wettbewerb       | Rang   |
| ------------------ | ---------------- | ------ |
| Männer             |                  |        |
| Jacob              | Präzisionswurf A | Bronze |
| Walter Prössl      | Keulenwurf A     | Silber |
| Walter Prössl      | Keulenwurf B     | Bronze |
| Walter Prössl      | Kugelstoßen A    | Gold   |
| Walter Prössl      | Kugelstoßen B    | Gold   |
| Walter Prössl      | Speerwurf A      | Bronze |
| Frauen             |                  |        |
| Marlene Muhlendyck | Keulenwurf B     | Silber |
| Marlene Muhlendyck | Kugelstoßen B    | Bronze |
| Marlene Muhlendyck | Präzisionswurf B | Bronze |
| Marlene Muhlendyck | Speerwurf B      | Silber |
| Christa Zander     | Keulenwurf C     | Gold   |
| Christa Zander     | Kugelstoßen C    | Gold   |
| Christa Zander     | Speerwurf C      | Gold   |

### Rollstuhlbasketball
Keine deutschen Teilnehmer.

### Rollstuhlfechten
Keine deutschen Teilnehmer.

### Schwimmen
| Athleten             | Wettbewerb                      | Rang   |
| -------------------- | ------------------------------- | ------ |
| Männer               |                                 |        |
| Kadau                | 50 m Brust (inkomplett 3)       | Silber |
| Friedrich Sintermann | 50 m Kraulen (inkomplett 4)     | Bronze |
| Sodenkamp            | 50 m Brust (inkomplett 3)       | Gold   |
| Sodenkamp            | 50 m Kraulen (inkomplett 3)     | Bronze |
| Sodenkamp            | 50 m Rücken (inkomplett 3)      | Gold   |
| Stroebel             | 25 m Brust (komplett 1)         | Gold   |
| Stroebel             | 25 m Rücken (komplett 1)        | Gold   |
| Wetzel               | 25 m Brust (inkomplett 1 und 2) | Gold   |
| Wetzel               | 25 m Rücken (inkomplett 1)      | Silber |
| unbekannt            | 3 × 50 m (offene Klasse)        | Gold   |
| Frauen               |                                 |        |
| Marlene Muhlendyck   | 50 m Rücken (inkomplett 3)      | Silber |
| Christa Zander       | 50 m Brust (inkomplett 4)       | Gold   |
| Christa Zander       | 50 m Kraulen (inkomplett 4)     | Gold   |
| Christa Zander       | 50 m Rücken (inkomplett 4)      | Gold   |

### Snooker
Keine deutschen Teilnehmer.

### Tischtennis
| Athleten                          | Wettbewerb | Rang   |
| --------------------------------- | ---------- | ------ |
| Frauen                            |            |        |
| Marlene Muhlendyck                | Einzel B   | Gold   |
| Marlene Muhlendyck Christa Zander | Doppel C   | Bronze |